# Adolf Miethe
Adolf Miethe (nacido el 25 de abril de 1862 en Potsdam, murió el 5 de mayo de 1927 en Berlín) fue un científico alemán, diseñador de lentes, fotoquímico, fotógrafo, autor y educador. Co-inventó el primer flash fotográfico práctico y también hizo contribuciones muy importantes  en el progreso de fotografía de color.

## Biografía
Adolf Miethe creció dentro de una familia de clase media. Su padre era un fabricante de chocolate y regidor de la ciudad de Potsdam. Después de estudiar física, química y astronomía en Berlín, fue a Gotinga, donde en 1889 recibió su doctorado por una tesis sobre actinometría en fotografía astronómica en exposiciones de estrellas.

## Obra

Cámara de Niethe: Los filtros de los tres colores son arrastrados junto con la placa (en un portaobjetos de vidrio) expuesta a cada color fundamental en tres fotos en secuencia.

- Tono Actinometrie astronomical photographic stellar recordings, Göttingen 1889 (dissertation)
- Pocket Calendar for amateur photographers, 1890-1895
- A photographic optical system without mathematical developments, Berlín 1893
- Broad Photographie, Halle / Saale 1893
- Textbook of practical Photographie, Halle / Saale 1896 (4 editions)
- Template leaves for photographers, Halle / Saale 1897-1903
- Three color photograph from nature, 1904 (2 editions) ( Three Colours Photography Archivado el 18 de abril de 2017 en Wayback Machine. )
- The historical development of color photography, Berlín 1905
- Knots Upper Egypt, Berlín 1909
- Photographs of the balloon from, Halle / Saale 1909 (2nd edition as the photograph from the air, Halle / Saale 1916)
- The chemical action of light, in: The Man and the Earth, Quiere 7, pp 320-384, Berlín 1911
- With Zeppelin tono Spitsbergen, Berlín and Leipzig 1911
- Natural science chats. 25 essays from the period of a quarter century, Berlín 1914
- Artistic Landscape Photography, Halle / Saale 1919
- The ABC of the light generator, Halle / Saale 1920
- The arte in the twentieth century, 6 volumes, 1911-1921 Braunschweig:
  - Volume 1: The extraction of raw materiales, in 1911
  - Volume 2: The processing of raw materiales, in 1912
  - Volume 3: Recovery of the technical power needs and electrical energy in 1912
  - Volume 4: The Transportation, the bulk manufacturing, 1912
  - Volume 5: Civil Engineering, Coastal firing, aerial reconnaissance, 1920
  - Volume 6: The arte in the Great War, 1921
- The self-production of a reflecting telescope (Basteln- and Build-library), Stuttgart 1920 (3 editions)
- The lady with the camera, Berlín 1925
- The Land of the Pharaohs. Egypt from Cairo tono Asuán, Bonn and Leipzig 1925
- Spitzbergen, the Alpes in the Arctic Sea.  Summer trips uno. Hiking, Berlín 1925

## Primeras fotografías de color
Fotografías de color hechas por Miethe en 1902, reproducidas fotomecánicamente en Photographische Rundschau en 1903

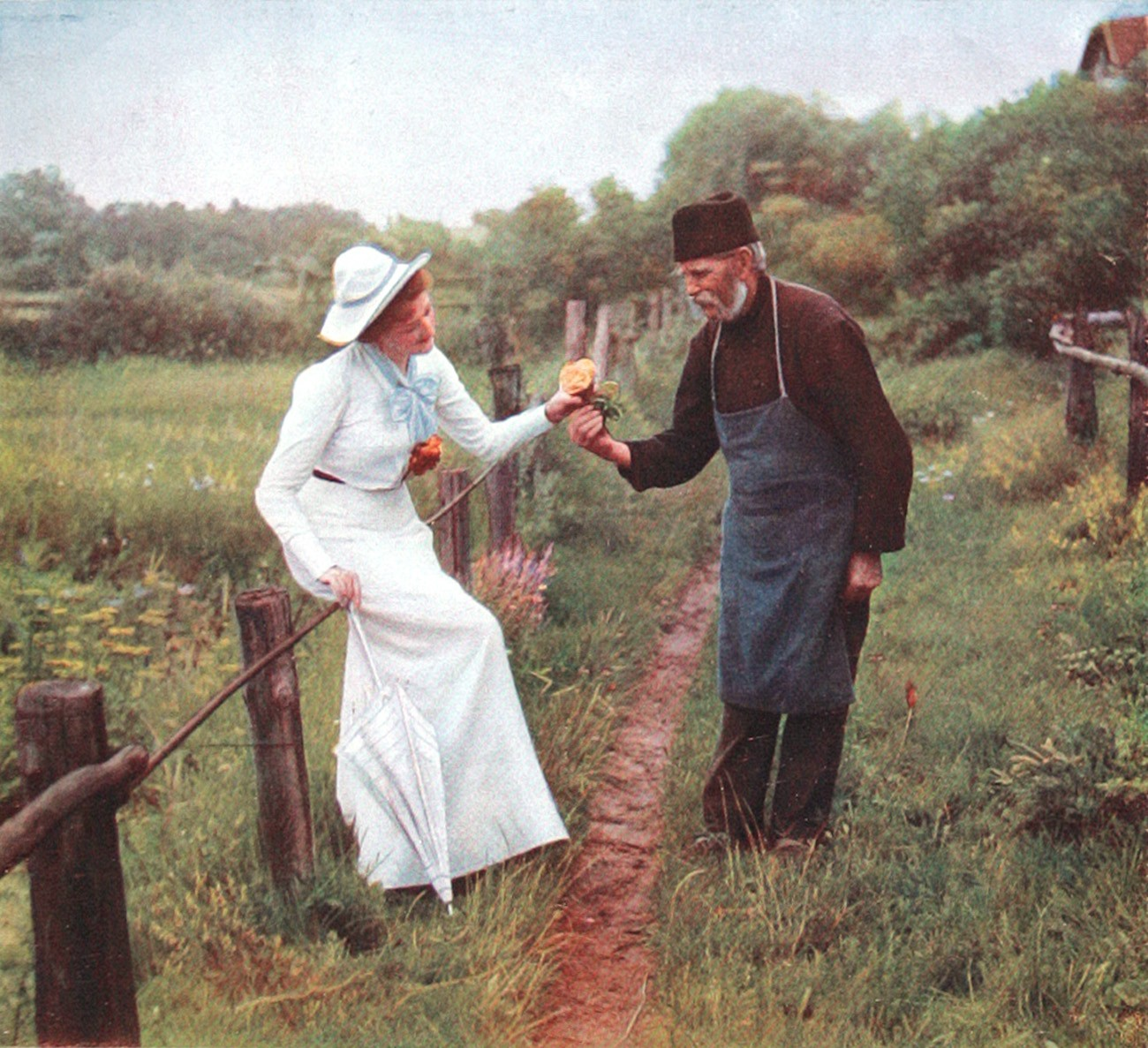
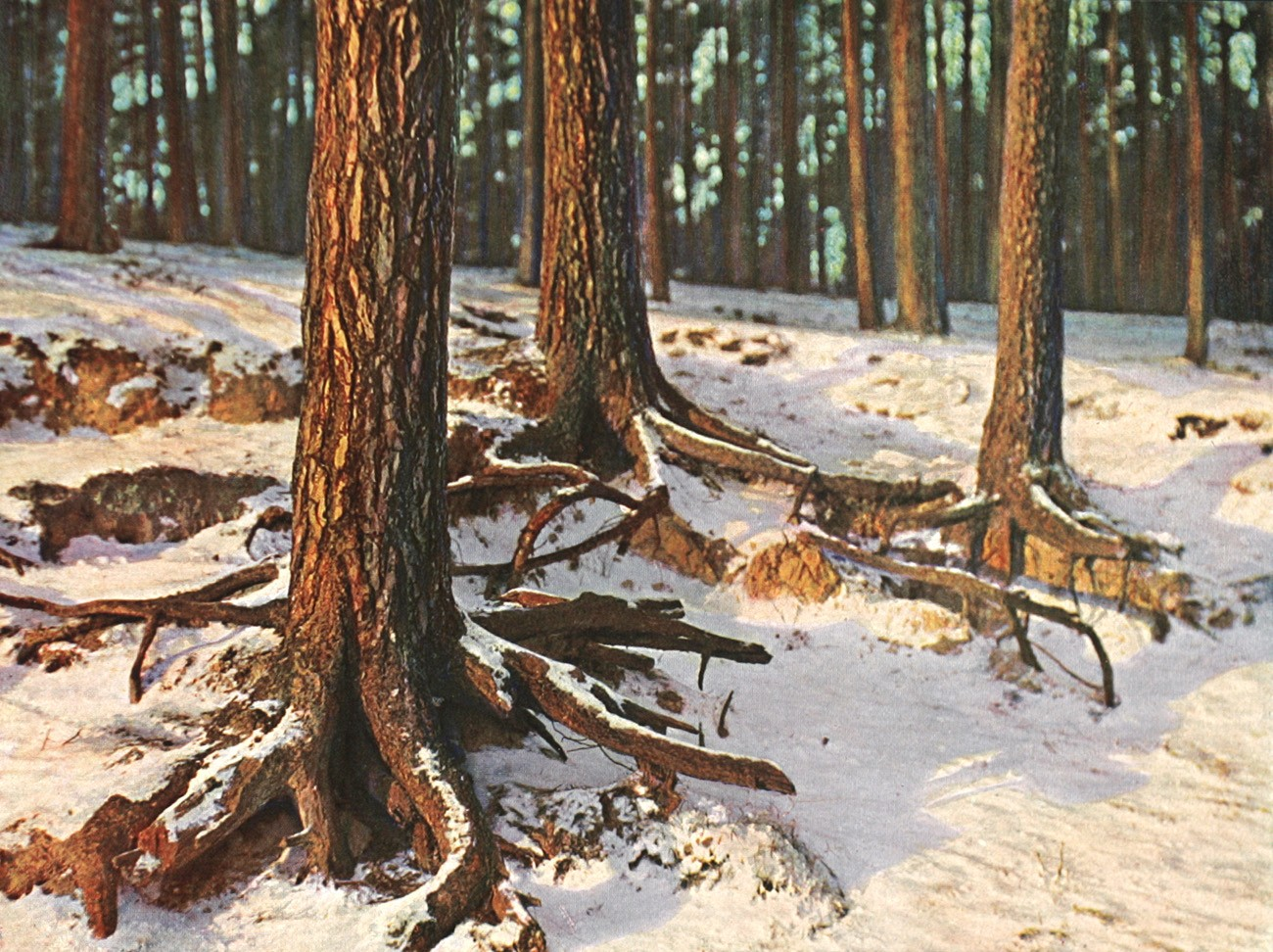
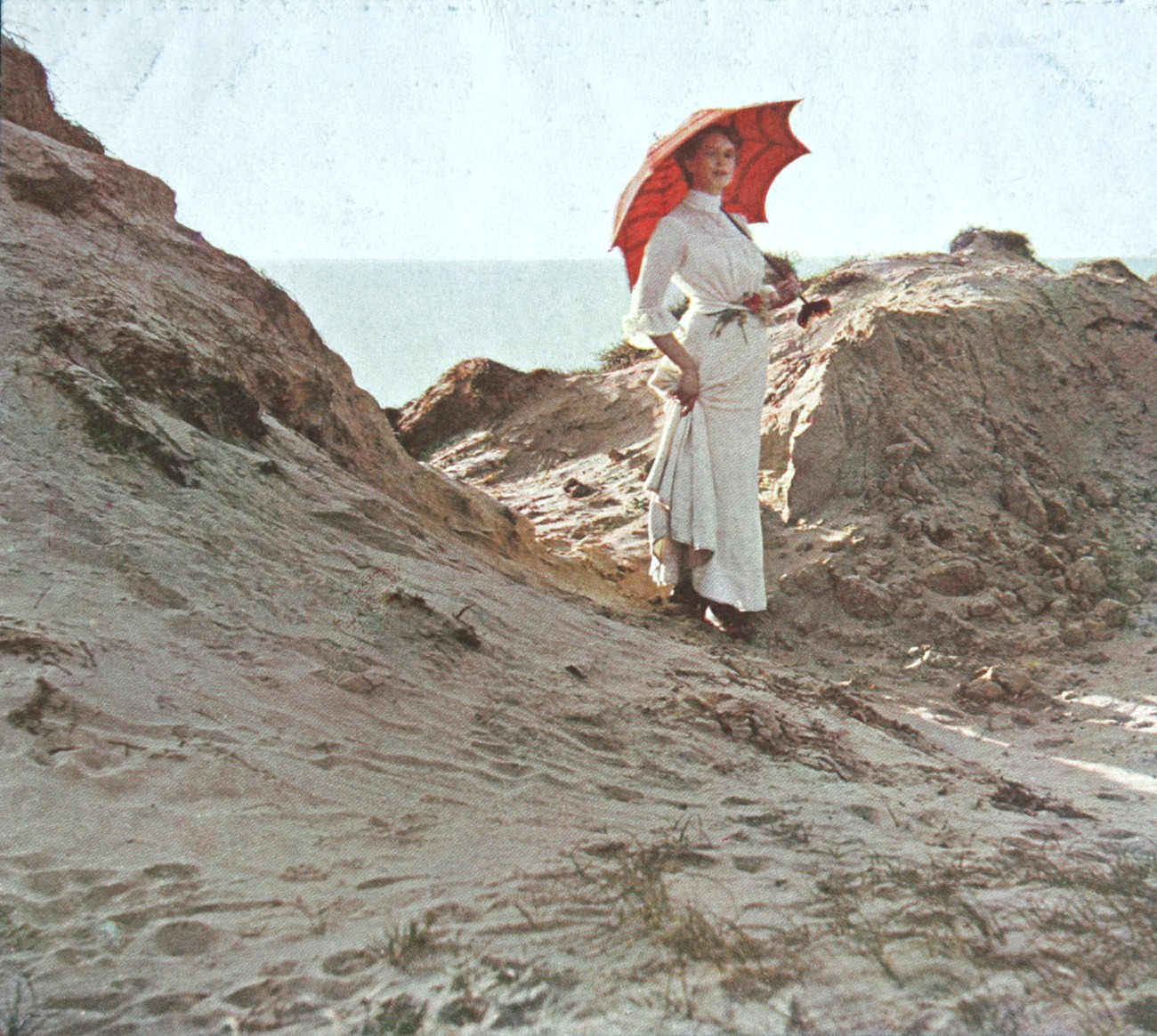

Con una cámara diseñada por Miethe, Serguéi Prokudin-Gorski tomó una gran serie de fotografías en color del imperio ruso.